# Gianluca Comotto
Gianluca Comotto (ur. 16 października 1978 w Ivrei) – włoski piłkarz występujący na pozycji obrońcy. Jego największym sukcesem jest drugie miejsce w Serie B w sezonach 1998/1999 oraz 2004/2005 z klubem Torino FC.
W Serie A rozegrał 277 spotkań i zdobył 11 bramek.